# جاكوب ساندر
جاكوب ساندر (بالإنجليزية: Jacob Sander)‏ هو سياسي أمريكي، ولد في 1828. انتخب عضو جمعية ولاية ويسكونسن.